# Blue Ridge (Texas)
Blue Ridge és una població dels Estats Units a l'estat de Texas. Segons el cens del 2000 tenia 672 habitants.

## Demografia
Segons el cens del 2000, Blue Ridge tenia 672 habitants, 233 habitatges, i 177 famílies. La densitat de població era de 393,1 habitants/km².
Dels 233 habitatges en un 45,9% hi vivien nens de menys de 18 anys, en un 53,6% hi vivien parelles casades, en un 15,5% dones solteres, i en un 24% no eren unitats familiars. En el 21,9% dels habitatges hi vivien persones soles el 13,3% de les quals corresponia a persones de 65 anys o més que vivien soles. El nombre mitjà de persones vivint en cada habitatge era de 2,88 i el nombre mitjà de persones que vivien en cada família era de 3,33.
Per edats la població es repartia de la següent manera: un 35,7% tenia menys de 18 anys, un 5,5% entre 18 i 24, un 34,7% entre 25 i 44, un 14,4% de 45 a 60 i un 9,7% 65 anys o més.
L'edat mediana era de 30 anys. Per cada 100 dones de 18 o més anys hi havia 80 homes.
La renda mediana per habitatge era de 35.714 $ i la renda mediana per família de 42.778 $. Els homes tenien una renda mediana de 28.750 $ mentre que les dones 26.979 $. La renda per capita de la població era de 14.397 $. Aproximadament el 8,4% de les famílies i el 9,5% de la població estaven per davall del llindar de pobresa.

## Poblacions més properes
El següent diagrama mostra les poblacions més properes.